# Urbinum Hortense
Urbinum Hortense va ser una ciutat de l'Úmbria. Es confon sovint amb Urbinum Metaurense a la vall del Metauro (avui la ciutat d'Urbino), però és prop de Collemancio a 530 metres d'altura en un altiplà.
Ciutat dels umbres ocupada probablement pels etruscs cap al segle v aC, els romans la van conquerir l'any 385 aC. Plini el Vell diu que era un municipi romà. August la va incloure dins la sexta regió (Úmbria)
Tàcit esmenta de passada que hi va morir Fabius Valens el general de l'emperador Vitel·li, l'any 69, després de caure en mans dels generals de Vespasià. Procopi de Cesarea diu que era una ciutat situada en un turó alt i bem fortificada i que va tenir un paper durant les guerres gòtiques. Belisari la va ocupar l'any 538, i els gots la van destruir l'any 545 i es va despoblar i no es va redescobrir fins al segle xviii per l'abat Giuseppe Giustino di Costanzo, però no es va determinar quina ciutat era, fins que les excavacions de 1931 i 1939 del professor Giovanni Bizzozzero di Cannara van permetre la seva identificació.